# Campionati sloveni di sci alpino 2014
I Campionati sloveni di sci alpino 2014 si sono svolti a Innerkrems (in Austria), a Kranjska Gora e a Krvavec dal 18 marzo al 1º aprile. Il programma ha incluso gare di discesa libera, supergigante, slalom gigante, slalom speciale e supercombinata, tutte sia maschili sia femminili.
Trattandosi di competizioni valide anche ai fini del punteggio FIS, vi hanno partecipato anche sciatori di altre federazioni, senza che questo consentisse loro di concorrere al titolo nazionale sloveno. 

## Risultati

### Uomini

#### Discesa libera
| Pos. | Atleta            | Nazione  | Tempo   |
| ---- | ----------------- | -------- | ------- |
| 1    | Manuel Kramer     | Austria  | 1:16,92 |
| 2    | Alek Glebov       | Russia   | 1:17,01 |
| 3    | Andrej Šporn      | Slovenia | 1:17,03 |
| 4    | Frederic Berthold | Austria  | 1:17,17 |
| 5    | Natko Zrnčić-Dim  | Croazia  | 1:17,19 |
| 6    | Christopher Hörl  | Austria  | 1:17,24 |
| 7    | Joachim Puchner   | Austria  | 1:17,31 |
| 8    | Martin Čater      | Slovenia | 1:17,40 |
| 9    | Florian Scheiber  | Austria  | 1:17,47 |
| 10   | Patrick Schweiger | Austria  | 1:17,50 |
|      |                   |          |         |
| 16   | Miha Hrobat       | Slovenia | 1:18,76 |

Data: 20 marzo

Località: Innerkrems (Austria)

1ª manche:

Ore: 

Pista: 

Partenza: 

Arrivo: 

Dislivello: 

Tracciatore:

#### Supergigante
| Pos. | Atleta          | Nazione    | Tempo |
| ---- | --------------- | ---------- | ----- |
| 1    | Andrej Šporn    | Slovenia   | 52,51 |
| 2    | Mišel Žerak     | Slovenia   | 52,66 |
| 3    | Sebastian Arzt  | Austria    | 52,83 |
| 4    | Martin Čater    | Slovenia   | 52,92 |
| 5    | Štefan Hadalin  | Slovenia   | 53,35 |
| 6    | Miha Kuerner    | Slovenia   | 53,39 |
| 7    | Miha Hrobat     | Slovenia   | 53,42 |
| 8    | Martin Chuber   | Kazakistan | 53,45 |
| 9    | Christoph Krenn | Austria    | 53,49 |
| 10   | Sergij Robič    | Slovenia   | 53,53 |

Data: 1º aprile

Località: Krvavec

Ore: 

Pista: 

Partenza: 1 958 m s.l.m.

Arrivo: 1 602 m s.l.m.

Dislivello: 356 m

Tracciatore: Slavko Zupanc

#### Slalom gigante
| Pos. | Atleta       | Nazione       | Tempo   |
| ---- | ------------ | ------------- | ------- |
| 1    | Filip Zubčić | Croazia       | 1:58,72 |
| 2    | Klemen Kosi  | Slovenia      | 1:59,20 |
| 3    | Matic Skube  | Slovenia      | 1:59,77 |
| 4    | Jakob Špik   | Slovenia      | 1:59,88 |
| 5    | Mišel Žerak  | Slovenia      | 1:59,97 |
| 6    | Žan Grošelj  | Slovenia      | 2:00,93 |
| 7    | Matej Falat  | Slovacchia    | 2:01,07 |
| 8    | Adam Barwood | Nuova Zelanda | 2:01,15 |
| 9    | Miha Hrobat  | Slovenia      | 2:01,50 |
| 10   | Istok Rodeš  | Croazia       | 2:01,71 |

Data: 18 marzo

Località: Kranjska Gora

1ª manche:

Ore: 

Pista: 

Partenza: 1 190 m s.l.m.

Arrivo: 836 m s.l.m.

Dislivello: 354 m

Tracciatore: Mitja Kunc

2ª manche:

Ore: 

Pista: 

Partenza: 1 190 m s.l.m.

Arrivo: 836 m s.l.m.

Dislivello: 354 m

Tracciatore: Denis Šteharnik

#### Slalom speciale
| Pos. | Atleta           | Nazione     | Tempo   |
| ---- | ---------------- | ----------- | ------- |
| 1    | Filip Zubčić     | Croazia     | 1:54,74 |
| 2    | Filip Trejbal    | Rep. Ceca   | 1:55,04 |
| 3    | Dave Ryding      | Regno Unito | 1:55,42 |
| 4    | Matej Vidović    | Croazia     | 1:55,61 |
| 5    | Natko Zrnčić-Dim | Croazia     | 1:56,47 |
| 6    | Fabian Zeiringer | Austria     | 1:57,26 |
| 7    | Elias Kolega     | Croazia     | 1:57,88 |
| 8    | Aljaž Dvornik    | Slovenia    | 1:58,20 |
| 9    | Jakob Špik       | Slovenia    | 1:58,31 |
| 10   | Žan Grošelj      | Slovenia    | 1:59,39 |

Data: 25 marzo

Località: Kranjska Gora

1ª manche:

Ore: 

Pista: 

Partenza: 1 190 m s.l.m.

Arrivo: 1 000 m s.l.m.

Dislivello: 190 m

Tracciatore: Mitja Kunc

2ª manche:

Ore: 

Pista: 

Partenza: 1 190 m s.l.m.

Arrivo: 1 000 m s.l.m.

Dislivello: 190 m

Tracciatore: 

#### Supercombinata
| Pos. | Atleta         | Nazione  | Tempo   |
| ---- | -------------- | -------- | ------- |
| 1    | Mišel Žerak    | Slovenia | 1:37,72 |
| 2    | Štefan Hadalin | Slovenia | 1:37,99 |
| 2    | Jakob Špik     | Slovenia | 1:37,99 |
| 2    | Filip Zubčić   | Croazia  | 1:37,99 |
| 5    | Miha Kuerner   | Slovenia | 1:38,12 |
| 6    | Žan Grošelj    | Slovenia | 1:38,35 |
| 7    | Sergij Robič   | Slovenia | 1:38,72 |
| 8    | Sebastian Arzt | Austria  | 1:38,96 |
| 9    | Luka Presterel | Slovenia | 1:39,15 |
| 10   | Jure Čas       | Slovenia | 1:39,32 |

Data: 1º aprile

Località: Krvavec

1ª manche:

Ore: 

Pista: 

Partenza: 1 958 m s.l.m.

Arrivo: 1 602 m s.l.m.

Dislivello: 356 m

Tracciatore: Slavko Zupanc

2ª manche:

Ore: 

Pista: 

Partenza: 

Arrivo: 

Dislivello: 

Tracciatore: Vlado Makuc

### Donne

#### Discesa libera
| Pos. | Atleta            | Nazione  | Tempo   |
| ---- | ----------------- | -------- | ------- |
| 1    | Ilka Štuhec       | Slovenia | 1:18,75 |
| 2    | Maruša Ferk       | Slovenia | 1:20,01 |
| 3    | Nadine Tschernitz | Austria  | 1:20,34 |
| 4    | Ana Bucik         | Slovenia | 1:20,78 |
| 5    | Ines Beran        | Austria  | 1:20,89 |
| 6    | Andrea Komšić     | Croazia  | 1:21,44 |
| 7    | Saša Brezovnik    | Slovenia | 1:21,69 |
| 8    | Eli Plut          | Slovenia | 1:21,71 |
| 9    | Elisa Pilz        | Austria  | 1:22,07 |
| 10   | Claudia Hörbinger | Austria  | 1:22,11 |

Data: 20 marzo

Località: Innerkrems (Austria)

1ª manche:

Ore: 

Pista: 

Partenza: 

Arrivo: 

Dislivello: 

Tracciatore:

#### Supergigante
| Pos. | Atleta                  | Nazione    | Tempo |
| ---- | ----------------------- | ---------- | ----- |
| 1    | Ilka Štuhec             | Slovenia   | 54,62 |
| 2    | Ana Bucik               | Slovenia   | 55,43 |
| 3    | Eva Schattauer          | Austria    | 55,44 |
| 4    | Eli Plut                | Slovenia   | 55,46 |
| 5    | Nevena Ignjatović       | Serbia     | 55,58 |
| 6    | Iva Mišak               | Croazia    | 55,89 |
| 7    | Nina Katarina Kermavner | Slovenia   | 55,93 |
| 8    | Saša Tršinski           | Croazia    | 55,96 |
| 9    | Barbara Kantorová       | Slovacchia | 56,02 |
| 10   | Sofija Novoselić        | Croazia    | 56,06 |

Data: 1º aprile

Località: Krvavec

Ore: 

Pista: 

Partenza: 1 958 m s.l.m.

Arrivo: 1 602 m s.l.m.

Dislivello: 356 m

Tracciatore: Slavko Zupanc

#### Slalom gigante
| Pos. | Atleta              | Nazione   | Tempo   |
| ---- | ------------------- | --------- | ------- |
| 1    | Ana Drev            | Slovenia  | 1:59,02 |
| 2    | Katarina Lavtar     | Slovenia  | 1:59,37 |
| 3    | Ilka Štuhec         | Slovenia  | 1:59,56 |
| 4    | Tina Robnik         | Slovenia  | 1:59,96 |
| 5    | Nina Halme          | Finlandia | 2:00,07 |
| 6    | Maruša Ferk         | Slovenia  | 2:00,18 |
| 7    | Kateřina Pauláthová | Rep. Ceca | 2:00,26 |
| 8    | Eli Plut            | Slovenia  | 2:00,35 |
| 9    | Saša Tršinski       | Croazia   | 2:01,05 |
| 10   | Ana Bucik           | Slovenia  | 2:01,53 |

Data: 18 marzo

Località: Kranjska Gora

1ª manche:

Ore: 

Pista: 

Partenza: 1 190 m s.l.m.

Arrivo: 836 m s.l.m.

Dislivello: 354 m

Tracciatore: Mitja Kunc

2ª manche:

Ore: 

Pista: 

Partenza: 1 190 m s.l.m.

Arrivo: 836 m s.l.m.

Dislivello: 354 m

Tracciatore: Denis Šteharnik

#### Slalom speciale
| Pos. | Atleta           | Nazione   | Tempo   |
| ---- | ---------------- | --------- | ------- |
| 1    | Martina Dubovská | Rep. Ceca | 1:53,31 |
| 2    | Ana Bucik        | Slovenia  | 1:53,83 |
| 3    | Tina Robnik      | Slovenia  | 1:54,06 |
| 4    | Eli Plut         | Slovenia  | 1:54,52 |
| 5    | Katarina Lavtar  | Slovenia  | 1:54,91 |
| 6    | Saša Tršinski    | Croazia   | 1:55,24 |
| 7    | Andrea Komšić    | Croazia   | 1:55,26 |
| 8    | Saša Brezovnik   | Slovenia  | 1:55,82 |
| 9    | Leona Popović    | Croazia   | 1:56,23 |
| 10   | Tereza Kmochová  | Rep. Ceca | 1:56,28 |

Data: 25 marzo

Località: Kranjska Gora

1ª manche:

Ore: 

Pista: 

Partenza: 1 190 m s.l.m.

Arrivo: 1 000 m s.l.m.

Dislivello: 190 m

Tracciatore: Denis Šteharnik

2ª manche:

Ore: 

Pista: 

Partenza: 1 190 m s.l.m.

Arrivo: 1 000 m s.l.m.

Dislivello: 190 m

Tracciatore: Igor Zagernik

#### Supercombinata
| Pos. | Atleta            | Nazione  | Tempo   |
| ---- | ----------------- | -------- | ------- |
| 1    | Eli Plut          | Slovenia | 1:40,73 |
| 2    | Ana Bucik         | Slovenia | 1:40,81 |
| 3    | Sofija Novoselić  | Croazia  | 1:40,85 |
| 4    | Ilka Štuhec       | Slovenia | 1:40,96 |
| 5    | Nevena Ignjatović | Serbia   | 1:41,42 |
| 6    | Saša Tršinski     | Croazia  | 1:41,99 |
| 7    | Iva Mišak         | Croazia  | 1:42,33 |
| 8    | Mihaela Kosi      | Slovenia | 1:42,42 |
| 9    | Eva Schattauer    | Austria  | 1:43,20 |
| 10   | Urša Hrovat       | Slovenia | 1:43,66 |

Data: 1º aprile

Località: Krvavec

1ª manche:

Ore: 

Pista: 

Partenza: 1 958 m s.l.m.

Arrivo: 1 602 m s.l.m.

Dislivello: 356 m

Tracciatore: Slavko Zupanc

2ª manche:

Ore: 

Pista: 

Partenza: 

Arrivo: 

Dislivello: 

Tracciatore: Vlado Makuc